# Роган, Рене II де
Рене II де Роган, принц де Леон, граф де Поре, виконт (фр. Rene II de Rohan, prince de Leon, comte de Poret, vicomte; ок. 1550 — 1586) — протестантский полководец времен Религиозных войн во Франции.

## Биография
Рене II был сыном Рене I де Рогана и его супруги Изабеллы Наваррской. Он был вождём гугенотов Бретани. Принадлежал к королевскому дому Наварры. Принял кальвинизм под влиянием Жанны д’Альбре, которая назначила его своим генерал-лейтенантом и командующим армией протестантов Беарна при малолетнем Генрихе.
Во время первой религиозной войны был с Конде в Орлеане (1562).
В 1569 году участвовал в осаде Бовуара, Вместе с Ла Ну участвовал в захвате Бруажа, Маренна, о. Олерон и Сента. В 1570 году командовал протестантской армией. В 1574—75 годах защищал Лузиньян.

## Семья
Роган был женат на Екатерине де Партене-л’Аршевек, мадам де Субиз.